# Premio Jewish Quarterly-Wingate
Il Premio Jewish Quarterly-Wingate (Jewish Quarterly-Wingate Prize) è un premio letterario assegnato alla miglior opera trattante argomenti ebraici che sappiano stimolare interesse nel lettore comune.
Istituito nel 1977, da Harold Hyam Wingate, è destinato ad autori residenti nel Regno Unito, in Israele, in Europa e nel Commonwealth delle nazioni.
Suddiviso (fino al 2005) in due sezioni, narrativa e saggistica, riconosce ad ogni vincitore un premio di 4000 sterline.

## Albo d'oro[6]
- 1996 – Alan Isler con Il principe della West End avenue (The Prince of West End Avenue) (Narrativa) e Theo Richmond con Konin: la città che vive altrove (Konin: One Man's Quest for a Vanished Jewish Community (Saggistica)
- 1997 – W.G. Sebald con Gli emigrati (The Emigrants) ex aequo Clive Sinclair con The Lady with the Laptop and Other Stories (Narrativa)
- 1998 – Anne Michaels con In fuga (Fugitive Pieces) (Narrativa) e Claudia Roden con The Book of Jewish Food: An Odyssey from Samarkand to New York (Saggistica)
- 1999 – Dorit Rabinyan con Spose persiane (Simtat ha-shekediyot be-ʻOmerigʻan) (Narrativa) e Edith Velmans con Il libro di Edith (Edith's Book: The True Story of a Young Girl's Courage and Survival During World War II ) (Saggistica)
- 2000 – Howard Jacobson con L'imbattibile Walzer (The Mighty Walzer) (Narrativa) e Władysław Szpilman con Il pianista (Śmierć miasta) (Saggistica)
- 2001 – Mona Yahia con When the Grey Beetles Took over Baghdad (Narrativa) e Mark Roseman con Il passato nascosto (A Past In Hiding: Memory and Survival in Nazi Germany) (Saggistica)
- 2002 – W.G. Sebald con Austerlitz (Narrativa) e Oliver Sacks con Zio Tungsteno - Ricordi di un'infanzia chimica (Uncle Tungsten: Memories of a Chemical Boyhood) (Saggistica)
- 2003 – Zadie Smith con L'uomo autografo (The Autograph Man) (Narrativa) e Sebastian Haffner con Defying Hitler: A Memoir (Saggistica)
- 2004 – David Grossman con Qualcuno con cui correre (Misheu laruz ito) (Narrativa) e Amos Elon con Requiem tedesco (The Pity of It All: A Portrait of Jews in Germany 1743–1933) (Saggistica)
- 2005 – David Bezmozgis con Natasha (Natasha and Other Stories) (Narrativa) e Amos Oz con Una storia di amore e di tenebra (Sipur al ahava ve choshech) (Saggistica)
- 2006 – Imre Kertész con Essere senza destino (Sorstalanság)
- 2007 – Howard Jacobson con Kalooki Nights
- 2008 – Etgar Keret con Mi manca Kissinger (Ga'agu'ai le-Kissinger)
- 2009 – Fred Wander (postumo) con Il settimo pozzo (Der siebente Brunnen)
- 2010 – Adina Hoffman con My Happiness Bears No Relation to Happiness: A Poet's Life in the Palestinian Century
- 2011 – David Grossman con A un cerbiatto somiglia il mio amore (Ishà borachat mibsorà)
- 2012 - Non assegnato
- 2013 – Shalom Auslander con Prove per un incendio (Hope)
- 2014 – Otto Dov Kulka[7] con Paesaggi della metropoli della morte (Landscapes of the Metropolis of Death) (Narrativa) e Thomas Harding con Il comandante di Auschwitz (Hanns and Rudolf) (Saggistica)
- 2015 – Michel Laub con Diario della caduta (Diary of the Fall)
- 2016 – Nikolaus Wachsmann[8] con KL: storia dei campi di concentramento nazisti (KL: A History of the Nazi Concentration Camps)
- 2017 – Ayelet Gundar-Goshen con Svegliare i leoni (Lehaʻir arayot) ex aequo Philippe Sands con La strada verso Est (East West Street)[9]
- 2018 – Michael Frank[10] con I formidabili Frank (The Mighty Franks: A Memoir)
- 2019 – Françoise Frenkel con Niente su cui posare il capo (No Place to Lay One’s Head)
- 2020 – Linda Grant[11] con A Stranger City
- 2021 – Yaniv Iczkovits[12] con Tikkun, o La vendetta di Mende Speismann per mano della sorella Fanny (Tiḳun aḥar ḥatsot)
- 2022 – Nicole Krauss[13] con Essere un uomo (To Be A Man)
- 2023 – Simon Parkin[14] con The Island of Extraordinary Captives
- 2024 – Elizabeth McCracken[15] con The Hero of This Book
- 2025 – Manya Wilkinson[16] con Lublin